# Átány, Heves
Átány  este un sat în districtul Heves, județul Heves, Ungaria, având o populație de 1.537 de locuitori (2011). 

## Demografie
Componența etnică a satului Átány
     Maghiari (82,86%)
     Romi (17,14%)
Componența confesională a satului Átány
     Reformați (42,75%)
     Fără religie (28,82%)
     Necunoscută (28,24%)
     Atei (0,2%)
     Alte religii (2,34%)
Conform recensământului din 2011, satul Átány avea 1.537 de locuitori. Din punct de vedere etnic, majoritatea locuitorilor (82,86%) erau maghiari, cu o minoritate de romi (17,14%). Nu există o religie majoritară, locuitorii fiind reformați (42,75%) și persoane fără religie (28,82%). Pentru 28,24% din locuitori nu este cunoscută apartenența confesională.